# Dietoterapia cinese
La Dietoterapia cinese si basa sullo studio accurato della persona e sulla formulazione di una dieta che favorisca la guarigione e il ripristino dell'equilibrio energetico.
Le caratteristiche degli alimenti studiati dalla dietetica cinese possono essere proficuamente sfruttate per ottenere il ristabilimento dell'equilibrio energetico alterato. 

## Princìpi
La dietoterapia cinese si fonda su concetti precisi che tengono in considerazione alcuni principi:
- Mentre i rimedi farmacologici cinesi hanno caratteristiche aggressive ed estreme che ne limitano il dosaggio ed il periodo d'assunzione con rigidità, gli alimenti non richiedono una regolamentazione così esasperata. D'altra parte la mitezza delle caratteristiche dei cibi determina un allungamento del periodo di somministrazione di molte settimane.
- Gli alimenti, per le loro qualità, non sono in grado di rimediare a una disarmonia profonda in tempi brevi (1-2 settimane). Tuttavia, opportunamente allineati agli appropriati rimedi fitoterapici cinesi, sono un ottimo mezzo per protrarre nel tempo gli effetti terapeutici e consentire di diminuire il dosaggio dei farmaci cinesi.
- Tra tutte le pratiche terapeutiche di M.T.C., la Dietetica si contraddistingue per il lungo periodo necessario ad ottenere gli effetti terapeutici desiderati. Per questo motivo è particolarmente utile abbinare una valida terapia farmacologica che intensifichi l'azione terapeutica anche degli alimenti.
- La Dietoterapia non può e non deve essere il solo mezzo terapeutico da intraprendere per il trattamento di una qualsiasi disfunzione ed in più, alla dieta va sempre abbinato un giusto corredo di abitudini di vita affinché non si creino delle incoerenze per cui, ad esempio, in corso di terapia per purificare il Calore, il paziente non conduca una vita eccessivamente stressante o ricca di comportamenti estremi. La potenza terapeutica degli alimenti è legata alla natura della malattia ed alla condizione psicofisica dominante e queste due variabili vanno tenute in buon conto per sviluppare il corretto piano terapeutico. In genere gli effetti terapeutici sono minimali, mai eclatanti o miracolosi e sono sempre in lenta progressione per cui il paziente si accorge del miglioramento solo se fa caso alle sue condizioni migliorate. Ciò può indurre a dei cedimenti nei confronti delle tentazioni o scoraggiamenti.

La condizione di salute e di malattia Lo stato di salute può essere uno stato di fatto o una riconquista dopo un periodo di malattia. La condizione di malattia è un'interruzione dell'equilibrio energetico determinato da varie cause e che rappresenta, in sintesi, un'alterazione dei rapporti tra YIN e YANG.

Mentre nella condizione di salute non è necessaria la modificazione della dieta per l'evidente equilibrio globale, nel caso di malattia è giocoforza intraprendere questa modificazione per riconquistare la salute perduta. La dietoterapia si avvicina alle altre pratiche terapeutiche come Agopuntura o Farmacologia cinese nel senso che, mentre Agopuntura e Farmacologia ristabiliscono con rapidità l'equilibrio, la dietoterapia contribuisce a mantenere il riequilibrio.
Per ripristinare o mantenere la corretta salute, attraverso l'alimentazione, occorre tener conto di:
- Età
- Cicli stagionali
- Clima predominante
- Otto regole terapeutiche

## Età
Mentre nella giovane età si riconosce un prevalere dell'azione dello YANG (Sviluppo ed Espansione), nell'età man mano avanzante questa azione si affievolisce a favore dell'energia contrapposta, cioè lo YIN (Rallentamento ed Involuzione).
Nel primo periodo sarebbe opportuno evitare quegli alimenti che, con la scusante del favorire una rapida crescita, siano troppo YANG (carne e zuccheri) poiché nel tentativo di forzare la crescita e lo sviluppo si determinano patologie da eccesso nell'età adulta, soprattutto determinate da Calore/Umidità. È altresì errato eccedere in un'alimentazione troppo YIN poiché non si favorirebbe la naturale espansione dell'organismo determinando patologie da deficit o da freddo nell'età adulta.
L'alimentazione ideale del fanciullo è, grosso modo, la seguente:
- Cereali 30-35 %
- Verdura e frutta 25-30 %
- Carne e pesce 20 %
- Zuccheri e amidi 10-15 %
- Latte 10-15 %

Man mano che si procede nell'invecchiamento, la dieta viene modificata lievemente in modo che la componente di cereali e verdure si accresca a scapito dell'alimentazione carnea. Nella terza età la dieta sarà composta di alimenti facilmente digeribili, evitando cibi elaborati eccessivamente e cotti con procedure complesse (stufati o cibi farciti), molta verdura, prevalentemente cotta. Cereali e frutta saranno alla base dell'alimentazione dell'anziano che dovrà limitare l'assunzione di formaggi, di carne e di alcolici. Molto importanti sono, per l'anziano, gli alimenti a base di pasta e di semolino con alimenti nutrienti e gustosi.

## Cicli stagionali
Sono rappresentati dalle varie fasi dell'anno e dal ritmato alternarsi dei climi. Il corpo umano non può e non deve estraniarsi da queste ritmicità anche se può sembrare facile farlo. Dal punto di vista fisiologico avremo che:
- in primavera vi è la rinascita e l'organismo rifiorisce. Tutte le attività riprendono progressivamente a funzionare a pieno regime. Inizia la grande attività dello YANG che si manifesta con la vigoria muscolare, con la grande attività del Fegato e con la forte necessità di movimento. Tuttavia lo YIN deve ancora lasciare la prevalenza alla polarità opposta e questo si manifesta con la persistente voglia di dormire, con la facilità a contrarre malattie influenzali (lo YANG infatti, non si è ancora completamente superficializzato a combattere le aggressioni esterne). Dietologicamente va tenuto conto di: 
  - Tonificare lo YANG con alimenti tiepidi
  - Favorire l'azione espansiva del fegato con alimenti piccanti e dolci
  - Conservare l'azione del rene con alimenti leggermente amari
  - Evitare alimenti troppo caldi per non anticipare eccessivamente la comparsa dello YANG
  - Evitare cibi eccessivamente dolci per non lesionare il rene
- in estate lo YANG è al massimo e l'attività del cuore prevale, il calore attiva maggiormente il sangue e quello di tutti gli organi e visceri. Lo YIN è al minimo potenziale testimoniato dal forte calore corporeo e dalla scarsità dei liquidi organici. Dal punto di vista dietologico occorre:
  - Favorire il cuore nella diffusione del Sangue con alimenti moderatamente acidi e salati
  - Mantenere libero il circolo del QI con alimenti piccanti che svolgono anche un'azione umidificante
  - Mantenere sorvegliato lo YANG con cibi di natura fresca/fredda
  - Evitare l'eccessiva perdita di liquidi con alimenti acidi
- Nel passaggio tra estate e autunno i cinesi collocano la Quinta Stagione. Il legame tra questa e la milza è molto importante e l'umidità viene metabolizzata con successo. Data la centralità di quest'organo e quindi la sua importanza, la dieta deve mirare ad ottenere i seguenti risultati:
  - Favorire al massimo l'azione della milza con alimenti dolci (non zuccherati) e moderatamente piccanti
  - Favorire la metabolizzazione dell'umidità con alimenti amari
  - Evitare che l'uso di cibi piccanti e amari provochi un eccessivo consumo di QI
  - Moderare la temperatura corporea con alimenti neutri ed evitare contemporaneamente l'introduzione di alimenti troppo Freddi o troppo caldi
- in autunno le funzioni organiche sono caratterizzate dal raggiungimento della maturazione. Lo sviluppo è giunto al termine. L'attività motoria si impoverisce e l'attività sessuale, pur diradandosi, raggiunge la massima fertilità. Lo YANG universale tende ad affievolirsi e lo YIN incomincia la sua opera. La natura matura i suoi frutti e gli alberi ingialliscono. La dieta deve mirare a:
  - Favorire la raccolta del polmone con cibi moderatamente acidi
  - Incentivare la funzione di espansione e di abbassamento del QI con cibi lievemente piccanti ed amari
  - Evitare che il polmone perda i suoi liquidi con alimenti acidi e piccanti
- in inverno il corpo riposa e raggiunge il massimo rallentamento. Lo YANG è al suo minimo potenziale mentre lo YIN è massimamente attivo. È però errato considerare questa stagione come periodo morto. Durante l'Inverno si creano i presupposti per originare una nuova stagione di fervore e produttività. Il rene è l'organo più potente e dal momento che rappresenta la radice dello YIN e dello YANG la sua tonificazione globale predispone, alle altre stagioni, in modo ottimale. La dieta dovrà tendere a:
  - Tonificare la radice YANG con alimenti Tiepidi
  - Evitare che il rene venga disseccato utilizzando cibi leggermente piccanti e favorire il rassodamento del suo QI con alimenti moderatamente amari. In linea generale, tutti gli alimenti sono favorevoli al rene, purché assunti nella giusta quantità e nel giusto periodo.

## Clima predominante
Nell'ottica fisio-patologica cinese è contemplata l'influenza delle condizioni climatiche sull'organismo per cui durante le varie stagioni intervengono delle modificazioni tali da consentire al fisico di adattarsi a suddette variazioni. La teorica ciclicità delle condizioni climatiche è sovvertita da eventi tali per cui in molte zone della Terra permangono caratteristiche fisse tali che le influenze sull'organismo portano alla comparsa di patologie prevalentemente legate alla condizione climatica locale. Nelle prescrizioni dietologiche queste caratteristiche fisse hanno rilevanza assoluta affinché possano essere debitamente contrastate.
- Clima con prevalenza di umidità: È bene consumare alimenti di sapore amaro perché è un Sapore disseccante ed abbassante. Favorisce la Milza nel metabolismo dell'umidità.
- Clima con prevalenza di secchezza: È consigliabile il consumo di cibi con sapore piccante perché determina un'umidificazione. Anche gli alimenti di sapore dolce determinano un aumento dei liquidi organici.
- Clima con prevalenza di freddo: Si consigliano cibi di natura tiepida o francamente calda, dal sapore dolce e/o piccante. Il primo ha funzioni nutritive ed armonizzanti, mentre il secondo ha azioni dinamizzanti ed esteriorizzanti. Proprio il fatto di esteriorizzare il QI, permette alla superficie di essere opportunamente riscaldata.
- Clima con prevalenza di calore: Si consigliano cibi di natura fresca/fredda e di sapore acido e dolce. Mentre il sapore dolce nutre e armonizza, il sapore acido è astringente e allevia la perdita di liquidi.

## Le otto regole terapeutiche
Per dare sistematicità ai procedimenti terapeutici e per dar modo di indirizzare il praticante nella giusta via curativa, i cinesi antichi hanno approntato un protocollo terapeutico basato su 8 regole che sono:
- Sudorificazione: HAN FA
- Vomificazione: TU FA
- Purgazione: XIA FA
- Regolarizzazione: HE FA
- Calorificazione: WEN FA
- Refrigerazione: QING FA
- Dispersione: XIAO FA
- Tonificazione: BU FA

### Sudorificazione: HAN FA
La funzione di questa metodica è quella di eliminare, attraverso la sudorazione, gli agenti patogeni. La comparsa del sudore è indice di successo. Si può utilizzare nelle aggressioni da vento/freddo e da vento/calore. Si utilizzano alimenti piccanti di natura calda se l'aggressione è stata determinata dal freddo e di natura fredda se è stata determinata dal calore. Nelle affezioni da vento/freddo si potranno quindi utilizzare i seguenti alimenti:
- Aglio
- Cannella
- Cipolla
- Chiodo di garofano
- Finocchio (semi)
- Erba cipollina
- Porro
- Basilico
- Scalogno
- Zenzero
- Noce moscata
- Pepe
- Peperoncino
- Rosmarino

Nelle affezioni determinate dal Vento/Calore saranno indicati i seguenti alimenti:
- Maggiorana
- menta

### Vomificazione: TU FA
Questa finalità esula dagli scopi della dietoterapia.
Come si evince dal nome consiste nel liberare lo stomaco dalle sostanze tossiche e dagli eccessi attraverso il vomito.
Si usano alimenti di sapore amaro.

### Purgazione: XIA FA
Lo scopo di questa metodica è quello di liberare il lume intestinale, attraverso l'ano, dei rifiuti o delle sostanze tossiche o degli eccessi. Per ottenere ciò si utilizzano degli alimenti di natura calda o fredda, a seconda dei sintomi, di sapore salato o amaro. Si potranno utilizzare alimenti per favorire la defecazione senza giungere alla drastica purgazione.

### Regolarizzazione: HE FA
Si tratta di regolarizzare e riarmonizzare delle disarmonie esistenti tra YIN e YANG e tra i vari organi e visceri. Si utilizzano principalmente cibi con azione sul fegato e sulla cistifellea e, comunque, alimenti di sapore dolce e natura neutra.

### Calorificazione: WEN FA
Con questa metodica si cerca di ottenere un triplo risultato.
- Riscaldamento del riscaldatore medio
- Restaurazione dello YANG
- Disostruzione e riscaldamento dei meridiani

Solitamente si utilizzano alimenti di natura calda o tiepida e di sapore dolce. Per restaurare lo YANG e aiutarlo nelle sue funzioni di riscaldamento e dinamizzazione si impiegheranno i seguenti alimenti:
- Gambero
- Noce moscata
- Rognone
- Porro
- Passero
- Noce

### Refrigerazione: QING FA
La refrigerazione ha lo scopo di eliminare il calore e spegnere il Fuoco nonché di eliminare le tossine. Gli alimenti adatti a raggiungere lo scopo suddetto hanno solitamente natura fresca o fredda e sapore amaro.

### Dispersione: XIAO FA
Con questa metodica si cerca di disperdere gli ammassi, gli eccessi, gli accumuli e le stasi. Questa finalità può essere ottenuta a vari livelli:
- dispersione delle stasi di QI prevalentemente a carico del fegato, stomaco e polmone risolvendo anche i disturbi legati all'energia controcorrente Qi controcorrente;
- dispersione dell'umidità, ossia la soluzione degli edemi e dei gonfiori;
- dispersione delle stasi di Sangue;
- dispersione dei catarri;
- dispersione delle stasi di cibo;

### Tonificazione: BU FA
Si tratta di una metodica terapeutica che porta a colmare i deficit che possono verificarsi a diversi livelli. Si può infatti ottenere la:
- Tonificazione del QI
- Tonificazione del sangue
- Tonificazione dello YIN
- Tonificazione dello YANG

Per quanto riguarda gli alimenti in grado di ottenere tutto ciò si rimanda alle parti ad essi dedicate e relative alle Classi alimentari.